# Saint-Thomas, Aisne

Saint-Thomas este o comună în departamentul Aisne din nordul Franței. În 1 ianuarie 2022 avea o populație de 72 de locuitori.